# L'Abdication
Pour plus de détails, voir Fiche technique et Distribution.
L'Abdication (Die Entlassung) est un film allemand réalisé par Wolfgang Liebeneiner, sorti en 1942.
Le film raconte le conflit entre le chancelier Otto von Bismarck et le jeune empereur allemand Guillaume II, qui aboutit finalement à la destitution de Bismarck.

## Synopsis
1888. L'empereur allemand Guillaume Ier va mourir. Étant donné que l'héritier du trône Frédéric souffre d'un cancer de la gorge, il reviendra sous peu à son fils Guillaume, âgé de 29 ans. Guillaume et le chancelier Bismarck sont appelés par l'empereur couché sur son lit, il leur demande de se jurer fidélité l'un à l'autre. Très souffrant, Frédéric ne peut assister à l'enterrement de Guillaume Ier qu'en regardant la cérémonie par la fenêtre. Peu après, il meurt, Guillaume devient l'empereur Guillaume II. Bismarck se méfie du nouvel empereur, car le jeune souverain pourrait s'opposer à sa politique librement.
Guillaume prend vite conscience qu'il détient l'avenir de l'empire entre ses mains. Après une visite à son oncle, le tsar russe Alexandre III, il semble prêt à se faire jour de Bismarck. Le tsar vient à son tour à Friedrichsruh. Mais une remarque de Guillaume suscite son courroux.
Lors d'une séance de portrait dans la maison de son peintre de cour, Guillaume rencontre un ouvrier social-démocrate et est confronté à ses revendications. Il décide alors de s'attaquer aux problèmes sociaux de la population, aussi pour éviter une nouvelle augmentation des votes pour les sociaux-démocrates. Il repousse le secrétaire de Bismarck Karl Heinrich von Boetticher et son programme conservateur qu'il juge pas réaliste. Guillaume convoque une réunion privée et tente d'imposer ses idées à Bismarck et ses ministres. Bismarck se montre opiniâtre et refuse la politique de Guillaume, car l'État serait mise à mal. Cependant il découvre que ses ministres s'éloignent de lui. Ainsi il laisse la politique intérieure à Guillaume et se concentre sur les affaires étrangères.
Le résultat des élections au Reichstag confirme les craintes de Bismarck : les sociaux-démocrates ont de plus en plus d'électeurs. Le chancelier redoute que sa loi militaire soit rejetée par le parlement et demande à l'empereur de le soutenir. Bismarck profite de la situation et regagne davantage de pouvoir. Ses opposants n'y arrivent pas et redoutent un ressac. Grâce à l'habileté de Bismarck, le projet de loi militaire est approuvé et la fissure entre Bismarck et Wilhelm semble être pour le moment fermée.
Friedrich von Holstein, le plus important conseiller de Bismarck, se retourne contre lui. Dans l'ombre, il se rapproche du jeune empereur par l'entremise de son ami Philipp zu Eulenburg, ce qui met Bismarck en rogne. L'intrigue est un succès, l'empereur accuse Bismarck dans une lettre ouverte d'avoir gardé à son compte des messages militaires importants. Dans la nuit, le chancelier se rend chez l'empereur pour se confronter. Dans un accès de violence, Bismarck reproche son impuissance politique au souverain, ce dernier lui demande d'abroger le décret qui interdit aux ministres de le voir. Bismarck refuse, Guillaume part subitement. La rupture paraît de plus en plus nette.
L'empereur Guillaume ordonne à Bismarck de démissionner. Bismarck refuse à nouveau, mais sa démission est donc inévitable. Mais auparavant il veut terminer les négociations avec la Russie pour éviter à l'empire allemand une guerre sur deux fronts. Von Holstein parvient à faire changer d'avis à l'empereur. Il rencontre Schuwalov, l'ambassadeur russe, avant Bismarck et demande la rupture des négociations afin de pousser Bismarck.
L'empereur accepte la démission de Bismarck, Bismarck doit faire ses valises et quitte la Chancellerie du Reich. Il rencontre von Holstein à une heure tardive. Bismarck, au courant de tout, laisse aller son caractère et lui manifeste son affront.

## Fiche technique
- Titre original : Die Entlassung
- Titre français : L'Abdication[1]
- Réalisation : Wolfgang Liebeneiner assisté de Leo de Laforgue et de Hilde Vissering
- Scénario : Curt Johannes Braun (de), Felix von Eckardt (de)
- Musique : Herbert Windt
- Direction artistique : Otto Hunte, Arthur Nortmann (de), Erich Schweder, Karl Vollbrecht
- Directeur de la photographie : Fritz Arno Wagner
- Costumes : Herbert Ploberger
- Son : Hans Grimm
- Montage : Martha Düpper
- Pays de production :  Reich allemand
- Genre: Histoire
- Production : Fritz Klotzsch (de)
- Société de production : Tobis Film
- Société de distribution : Deutsche Filmvertriebs (DFV)
- Longueur : 110 minutes
- Format : Noir et blanc - 1,37:1 - Mono
- Dates de sortie : 
  - Troisième Reich : 6 octobre 1942
  - France : 20 novembre 1942[1]

## Distribution
- Emil Jannings : Otto von Bismarck
- Werner Hinz : Guillaume II
- Theodor Loos : Guillaume Ier
- Karl Ludwig Diehl (en) : Frédéric III
- Werner Krauss : Friedrich von Holstein
- Otto Graf : Philipp zu Eulenburg
- Paul Bildt : Karl Heinrich von Boetticher
- Walther Süssenguth : Alexandre III de Russie
- Franz Schafheitlin : Paul Schuwalov
- Margarete Schön : Johanna Bismarck
- Christian Kayßler : Herbert von Bismarck
- Paul Hoffmann : Alfred von Waldersee
- Herbert Hübner : Wilhelm von Hahnke
- Rudolf Blümner : Hermann von Lucanus
- Fritz Kampers : Dr Ernst Schweninger
- Werner Pledath : Pinnow
- Heinrich Schroth : Leo von Caprivi
- O. E. Hasse : Otto Heyden
- Friedrich Maurer : August Bebel
- Eduard Wandrey : Paul Singer (de)